# Bob Ford
Bob Ford   (comtat de Ray, 31 de gener de 1862 - Creede, 8 de juny de 1892) fou un bandit estatunidenc de finals del segle xix. El 1879 es va unir a la banda de Jesse James amb el seu germà Charlie, participant en un atracament a Glendale. El 1881 van fer un atracament a Blue Cut (Missouri), i el governador oferí 10.000 $ de recompensa per la mort de Jesse James. Es posà en contacte amb ell i el 3 d'abril del 1882 el matà d'un tret a l'esquena. Detingut i sentenciat a mort, fou amnistiat, però no va rebre cap diner. El seu germà Charlie se suïcidà el 1884 i ell intentà viure de posar per a fotògrafs i va obrir dos salons a Colorado, fins que fou assassinat per Edward O. Kelly, qui fou empresonat fins al 1902, quan fou alliberat sota paraula. El 1904 fou mort per un policia a Oklahoma.